# JNNスポーツデスク
『JNNスポーツデスク』は、1978年4月1日から1986年3月31日まで の夜間に、TBSテレビをはじめJNN系列各局で放送された、一日のスポーツの結果を振り返るスポーツニュース番組。『JNNニュースデスク』直後の時間帯に放送されていたが、日曜版は後年『ニュースデスク』の前に放送されていた時期もある。一部資料では、放送日時が土曜日23:15 - 23:30となっている。

## 概要
TBS（東京放送）のスポーツ中継の第一線で活躍しているアナウンサーたちがキャスターを務めた番組で、各種スポーツの結果・話題を詳しく伝えていた。開始当時は、TBS野球解説者の牧野茂をプロ野球解説に起用。また、結果告知にフィルム映像を使用していた『プロ野球ニュース』（フジテレビ系列）に先駆けて、VTR映像を使用していた。また、各系列地方局のアナウンサーや野球解説者が登場する場合もあった。
テーマ音楽には、TBSのスポーツタイトルテーマ曲にもなっている「コバルトの空」（レイモンド服部作曲）を用いていた。ただし途中から、原曲からハ長調に移調されたシンセサイザー演奏のものに変わり、末期には同じハ長調シンセサイザーによる別の曲が使われた。
1984年4月8日より日曜 23:00 - 23:30に『スポーツ特集』の開始に伴って日曜版は休止となるが、同番組が1985年3月31日に終了により日曜版も放送再開。
早朝に前夜の再放送をしていた時期もある。ただしその際のオープニングでは、本放送冒頭での効果音はカットされいきなり「コバルトの空」で始まっていた（画像は同じ）。
後継番組は、1986年4月から1990年9月まで放送の『JNNスポーツチャンネル』。

## 放送時間
（出典：）
| 期間      | 期間      | 月 - 金曜日            | 土曜日                  | 日曜日                  |
| --------- | --------- | ---------------------- | ----------------------- | ----------------------- |
| 1978.4.1  | 1981.3.29 | 23:15 - 23:30 （15分） | 23:15 - 23:30 （15分）  | 23:35 - 23:50 （15分）  |
| 1981.3.30 | 1984.4.1  | 23:15 - 23:35 （20分） | 23:15 - 23:35 （20分）  | 23:40 - 翌0:00 （20分） |
| 1984.4.2  | 1985.3.31 | 23:15 - 23:35 （20分） | 23:45 - 翌0:05 （20分） | （放送なし）            |
| 1985.4.1  | 1986.3.31 | 23:15 - 23:35 （20分） | 23:45 - 翌0:05 （20分） | 23:00 - 23:30 （30分）  |

## タイトルバック
- 最初は、各種スポーツのイメージイラスト（シルエット）が矢継ぎ早に写されていた。このとき音声ではテーマ曲の前にいろいろなSEが入っていたが、翌朝の再放送ではSEがカットされ冒頭から「コバルトの空」が流れていた（映像は同じ）。
- 最末期でのCG版タイトルは、まず画面中央に「JNN」の文字が四角囲みで表示され、その後ズームアップして入れ替わるように「SPORTS DESK」の文字が入る。そしてコロシアムをイメージした画像を経て日本語題の「JNNスポーツデスク」の字幕が出た。

## キャスター
- 池田孝一郎[1]（開始当時の担当[7]）
- 山口慎弥（山口慎彌[1]。開始当時の担当[7]）
- 渡辺謙太郎[1]（開始当時の担当[7]）
- 多田護（1980年より担当[8]）
- 林正浩[9]
- 石川顕[注 4]

## スタッフ
- 撮影協力：東京フイルム・メート（1978年4月より[11]）
- ENG取材・3/4インチVTR編集：TBS映画社（1978年3月より[3]）

## 放送局
※特筆すべき事項がない局は放送開始から終了まで。
| 放送対象地域           | 放送局         | 備考 |
| ---------------------- | -------------- | --- |
| 関東広域圏             | 東京放送       | 幹事局 現：TBSテレビ                                                                                    |
| 北海道                 | 北海道放送     | |
| 青森県                 | 青森テレビ     | |
| 岩手県                 | 岩手放送       | 現：IBC岩手放送                                                                                         |
| 宮城県                 | 東北放送       | |
| 福島県                 | テレビユー福島 | 1983年12月開局から                                                                                      |
| 山梨県                 | テレビ山梨     | |
| 新潟県                 | 新潟放送       | |
| 長野県                 | 信越放送       | 1980年10月1日から                                                                                       |
| 静岡県                 | 静岡放送       | |
| 石川県                 | 北陸放送       | 日曜版のみ時差ネット                                                                                    |
| 中京広域圏             | 中部日本放送   | 現：CBCテレビ                                                                                           |
| 近畿広域圏             | 毎日放送       | |
| 島根県・鳥取県         | 山陰放送       | |
| 岡山県 →岡山県・香川県 | 山陽放送       | 現：RSK山陽放送 1983年3月までの放送エリアは岡山県のみ 1983年4月から電波相互乗り入れに伴い香川県でも放送 |
| 広島県                 | 中国放送       | |
| 山口県                 | テレビ山口     | 日曜版は1983年9月打ち切り                                                                               |
| 高知県                 | テレビ高知     | |
| 福岡県                 | RKB毎日放送    | |
| 長崎県                 | 長崎放送       | 日曜版のみ非ネット                                                                                      |
| 熊本県                 | 熊本放送       | |
| 大分県                 | 大分放送       | |
| 宮崎県                 | 宮崎放送       | |
| 鹿児島県               | 南日本放送     | |
| 沖縄県                 | 琉球放送       | 1983年4月から                                                                                           |